# Marguerite de Soissons (reine d'Arménie)
Pour l’article homonyme, voir Marguerite de Soissons.
Marguerite de Soissons (décédée vers le 4 juillet 1381) est reine consort d'Arménie par mariage avec Léon VI d'Arménie .

## Biographie
Marguerite est la fille de Jean de Soissons, bailli de Famagouste, et de Marie de Milmars.
Son premier mari est Honfroy de Scandalion. Le mariage est de courte durée et le couple n'a pas d'enfants. Marguerite se remarie à Chypre en mai 1369 avec Léon, fils de Jean de Lusignan, connétable d'Arménie, et de Soldane, fille de Georges V de Géorgie. Le couple a une fille, Marie.
En 1374, Léon est invité à monter sur le trône arménien. Le couple est couronné le 14 septembre à Sis. L'année suivante, la famille est envoyée en captivité en Égypte  après l'occupation de la capitale arménienne par les troupes égyptiennes. La famille royale y est relativement bien traitée. En août 1377, Léon se lie d'amitié avec Jean Dardel, un franciscain qui se rend en pèlerinage à Jérusalem, et l'emploie comme secrétaire. Jean Dardel retourne en Europe pour plaider la cause de la famille, et réussit à convaincre le roi Jean Ier de Castille de payer une rançon de pierres précieuses, de soies et d'oiseaux de proie en 1382 .
C'est cependant trop tard pour Marguerite et Marie. La jeune princesse meurt en effet au Caire en 1381 et Marguerite décède peu de temps après. Elles sont inhumées ensemble en l'église Saint-Martin du Caire . Léon est nommé seigneur de Madrid par le roi Jean. Il meurt à Paris en 1393.